# リピートブリーディング
リピートブリーディング（英:repeat breeding）とは発情周期が正常に営まれており、臨床検査において卵巣および副生殖器に異常が認められない雌に対して、繁殖機能が正常である雄を用いて繰り返し交配をあるいは人工授精を試みても受胎しない状態。低受胎とも呼ばれる。このような雌をリピートブリーダー（repeat breeder，低受胎雌畜）と呼ぶ。ウシにおいては3回以上の交配でも受胎せず、その原因が不明である場合を示す。ブタでも存在が知られており、ブタの場合は受胎率の低下に加えて、産子数の減少を伴う。原因として感染、内分泌異常、解剖学的異常、卵子および精子の老化、染色体異常、受精障害、着床障害、胚の早期死滅が考えられる。治療は原因疾患を特定し、その疾患の治療。生殖器の解剖学的異常や生殖子の異常が原因である場合は治療法することはできない。